# Pontos extremos da Oceania

Oceania, projeção ortográfica

Os pontos extremos da Oceania são os locais da Oceania que, em relação à sua posição geográfica, altitude, acessibilidade ou distância ao mar, têm dimensões extremas (máximas ou mínimas). 

## Os pontos geográficos extremos
Os pontos geográficos extremos da Oceania são os seguintes: 
- Ponto mais a norte: atol Kure, Havai, Estados Unidos  (28° 25′ N, 178° 20′ O).
- Ponto mais a sul: ilha Macquarie, Tasmânia, Austrália (54° 35′ 41″ S, 158° 53′ 44″ L).
- Ponto mais a leste: ilha Sala y Gómez, Chile (26° 28′ S, 105° 28′ O).
- Ponto mais a oeste: ilha Dirk Hartog, Austrália Ocidental (ou ilha Flat, nas ilhas MacDonald, Austrália (25° 50′ S, 113° 05′ L)).

## Pontos mais elevados
- Ponto mais alto: Pirâmide Carstensz, Papua, Indonésia, 4884 m (4° 05′ S, 137° 11′ L).
- Ponto mais baixo: lago Eyre, Austrália, -15 m (28° 22′ S, 137° 22′ L).